# Веніамін (Смирнов Василь Никифорович)
Архімандрит Веніамін (в миру — Василь Никифорович Смирнов; бл. 1782, село Вонгуда, Онежський повіт, Архангельська губернія — 1 (13) вересня 1848, Глухів) — архімандрит Глухівського Петропавлівського монастиря, просвітитель мезенських ненців (самоїдів).

## Народився
Народився близько 1782 року в селі Вонгуда Онезького повіту Архангельської губернії у родині священика Никифора Іларіоновича Смирнова. Зустрічається в літературі вказівка на те, що Василь Смирнов мав по-батькові «Галактіонович», невірно.
Навчався в Архангельській семінарії і був там префектом, потім наглядачем повітового і парафіяльного Архангельських духовних училищ та інспектором семінарії.
За постригу в чернецтво проведений ігуменом до Миколаївського Корельського монастиря, звідки 5 квітня 1820 року переведений в Російський монастир.
У грудні 1824 року за проектом єпископа Неофіта була утворена особлива місія духовної просвіти ненців Архангельської губернії та навернення їх у християнство. Місію очолив архмандрит Веніамін Смирнов. Він ґрунтовно підготувався до місіонерської діяльності: вивчив ненецьку мову, склав «Граматику самоїдської мови», «Лексикон самоїдської мови», зробив переклади ненецькою мовою Катихизиса, Нового Завіту та ін. Місія мала пересувну церкву з мальовничими іконами і дзвонами. Крім того, були збудовані три церкви для ненців-новокрещенців.
На цьому терені він не тільки працював на користь православної церкви, навернувши до неї протягом 5 років понад 3000 осіб, а й зробив багато етнографічних спостережень над їх життям.
29 червня 1839 року був призначений настоятелем Кий-Островського Хресного монастиря, енергійно взявся за відновлення застарілих монастирських будівель. Завдяки успішному збору пожертвувань настоятелю вдалося не тільки зробити необхідний ремонт, але й придбати для монастиря подвір'я в Архангельську.
Страждаючи від ревматизму, отриманого в тундрі, просив про переміщення його в більш теплу місцевість. 26 червня 1847 року переведений настоятелем Глухівського Петропавлівського монастиря у Чернігівській губернії.
Помер у 1848 році, і лише після смерті з'явилися його твори «Записки про навернення мезенських самоїдів» (в «Християнському читанні» за 1850 р.) і «Про побут мезенских самоїдів» (3 книги «Вісника географічного товариства»).